# 11-я штурмовая авиационная дивизия ВВС ВМФ
11-я штурмовая авиационная Новороссийская дважды Краснознамённая дивизия ВВС ВМФ — воинское соединение Вооружённых сил СССР во время Великой Отечественной войны.

## История наименований
Условное наименование:
- Управление АД - в/ч 49231;
- Политотдел АД - в/ч 49232.

Действительное полное наименование:
- Морская авиационная группа Новороссийского оборонительного района (МАГ НОР);
- 11-я штурмовая авиационная бригада;
- 11-я штурмовая авиационная дивизия;
- 11-я штурмовая Новороссийская авиационная дивизия;
- 11-я штурмовая Новороссийская дважды Краснознамённая авиационная дивизия;
- 90-я истребительная Новороссийская дважды Краснознамённая авиационная дивизия.

## История
17 августа 1942 года, на основании Приказа Командующего Северокавказским фронтом, в составе авиации Черноморского флота была создана морская авиагруппа Новороссийского оборонительного района (МАГ НОР) в количестве 112 самолётов.
На конец августа 1942 года в составе МАГ НОР числились следующие части: 62-й истребительный, 46-й штурмовой, 119-й морской разведывательный авиационные полки и одна авиационная эскадрилья мз состава 18-го штурмового авиационного полка (ШАП), а также 80-я и 82-я отдельные морские разведывательные авиационные эскадрильи (ОМРАЭ). 31 августа в состав группы был включён 47-й ШАП. 25 мая 1943 года на базе МАГ НОР сформирована 11-я штурмовая авиационная бригада в составе: 8-й гв. ШАП (бывш. 18-й ШАП), 47-й ШАП, 6-й гв. ИАП, 9-й ИАП.
14 июля 1943 года бригада переформирована в 11-ю штурмовую авиационную дивизию, без изменения состава частей. На вооружении имелись самолёты Ил-2 и Як-9.
Начиная с 9 сентября 1943 года, дивизия всем составом принимала участие в Новороссийско-Таманской десантной операции, оказывая непосредственную огневую поддержку. За проявленную доблесть и героизм при освобождении города Новороссийска 11-я ШАД получила почётное наименование Новороссийская. В дальнейшем авиационные части дивизии участвовали в боях по освобождению Крымского полуострова.
В первых числах октября 1943 года дивизия перебазировалась на аэродромный узел Анапа. 
Начиная с 18 апреля 1944 года, части дивизии, за исключением 9-го ИАП, перелетели на аэродром Саки, откуда работали по береговым объектам и по плавсредствам противника, эвакуирующегося из Севастополя.
После освобождения Крыма командование ВВС ВМФ решило часть лётных частей ЧФ передать на усиление других флотов. Так, 11-я ШАД в составе: управление АД в/ч 49231, политотдел АД в/ч 49232, 8-й гв. ШАП, 47-й ШАП и 9-й ИАП была передана в ВВС КБФ (Приказ НК ВМФ СССР № 03391 от 13.05.1944 г). 6-й гв. ИАП не передавался, был выведен из состава дивизии и перешёл в прямое подчинение командующего ВВС ЧФ с базированием на аэродроме Саки. С 3 июля 1944 года дивизия включена в состав ВВС КБФ. В состав дивизии был введён 11-й ИАП.
На Балтике полки дивизии работали по плавсредствам противника в Выборгском заливе, в порту Либава, Мемель. В феврале 1945 года дивизия приняла активное участие в уничтожении Курляндской группировки противника, при этом за четыре дня было потеряно 16 Ил-2 и 13 экипажей.
Последний боевой вылет был совершён 9 мая 1945 года по плавсредствам в море экипажами 47-го ШАП.
По окончании войны дивизия передислоцирована в Эстонию. В 1946 году дивизия вошла в состав сформированного ВВС Северо-Балтийского флота (через год - ВВС 8-го ВМФ).
27 октября 1947 года, на основании циркуляра НГШ ВМС № 0036 11-я ШАД переформирована в 90-ю истребительную Новороссийскую дважды Краснознамённую авиационную дивизию ВВС 8-го ВМФ с дислокацией управления АД на аэр. Водопад. Полки дивизии переформированы: 8-й гв. ШАП — в 8-й гв. ИАП, 47-й ШАП — в 572-й ИАП, 9-й ИАП — в 18-й ИАП.
К началу 1957 года в составе дивизии было три истребительных полка — 18-й, 411-й и 572-й.
1 февраля 1957 года 90-я ИАД передана в Таллинскую дивизию ПВО. Управление этой дивизии формировалось до 30 января 1957 года на базе Управления 13-го базового района ПВО КБФ (Приказ МО СССР № 002 от 3.01.1957). Подобные преобразования коснулись всей истребительной авиации ВМФ.

## Авиатехника дивизии
Ил-2, Як-9, Як-3,  МиГ-17.

## Состав дивизии
- 6-й гв. ИАП (1943-1944)
- 7-й гв. ПШАП (авг.-ноябрь 1944)
- 8-й гв. ШАП (1943-1951)
- 9-й ИАП (18-ИАП) (1943-1958)
- 24-й ИАП (бывш. 11-й ИАП) (1950-1951)
- 47-й ШАП (1943-1947)
- 411-й ИАП (1954-1958)
- 572-й ИАП (бывш.47-й ШАП) (1953-1958)

## Подчинение
ВВС ЧФ, ВВС КБФ

## Командиры
- Губрий Алексей Антонович, подполковник, с июля по ноябрь 1943 года;
- Манжосов, Дмитрий Иванович, подполковник (с 01.07.1944 — полковник) с ноября 1943 года по май 1944 года, с июля 1944 года по декабрь 1945 года, в декабре 1946 года, с марта по октябрь 1947 года, с марта 1947 года по декабрь 1948 года — командир 90-й истребительной дивизии;
- Сергеев И.С.

## Награды и наименования
| Награда (почётное наименование)        | Дата                          | За что получена |
| -------------------------------------- | ----------------------------- | --- |
| Почётное наименование «Новороссийская» | Приказ ВГК от 16.09.1943 года | В ознаменование одержанной победы отличившимся в боях за освобождение города Новороссийск ... присвоить наименование «Новороссийских»    |
| Орден Красного Знамени                 | 4.05.1944 г.                  | За образцовое выполнение заданий командования в боях за освобождение городов Керчи и Феодосии и проявленные при этом доблесть и мужество |
| Орден Красного Знамени                 | 31.05.1944 г.                 | За успешное выполнение боевых заданий командования в борьбе с немецкими захватчиками и проявленные при этом доблесть и мужество          |

## Герои Советского Союза
- Акаев, Юсуп Абдулабекович, капитан, командир 2-й авиационной эскадрильи 47-го штурмового авиационного полка.
- Белозёров, Иван Павлович, гвардии старший лейтенант, командир звена 6-го гвардейского истребительного авиационного полка.
- Благодаров, Константин Владимирович, гвардии старший лейтенант, заместитель командира эскадрильи 8-го гвардейского штурмового авиационного полка.
- Воловодов, Борис Наумович, лейтенант, командир звена 3-й эскадрильи 47-го штурмового авиационного полка.
- Казаков, Михаил Николаевич, гвардии старший лейтенант, командир звена 8-го гвардейского штурмового авиационного полка.
- Кузнецов, Георгий Андреевич, гвардии старший лейтенант, заместитель командира эскадрильи 8-го гвардейского штурмового авиационного полка.
- Николаев, Николай Иванович, гвардии старший лейтенант, командир эскадрильи 8-го гвардейского штурмового авиационного полка.
- Попов, Георгий Тимофеевич, старший лейтенант, командир эскадрильи 47-го штурмового авиационного полка.
- Пысин, Николай Васильевич, капитан, командир эскадрильи 8-го гвардейского штурмового авиационного полка.
- Степанян, Нельсон Георгиевич, подполковник, командир 47-го штурмового авиационного полка (в составе дивизии награждён втором медалью «Золотая Звезда»).
- Удальцов, Ефим Григорьевич, старший лейтенант, заместитель командира эскадрильи 47-го штурмового авиационного полка.
- Челноков, Николай Васильевич, командир  8-го гвардейского штурмового авиационного полка.